# SuperCalc
SuperCalc — електронна таблиця, яку випустила Sorcim 1981 року і спочатку постачала разом із WordStar у складі набору програм CP/M для портативного комп'ютера Osborne 1. 1984 року компанію Sorcim купила Computer Associates, тому останні версії SuperCalc мали назву CA-SuperCalc.
На відміну від VisiCalc, SuperCalc є однією з перших електронних таблиць, здатних ітеративно розв'язувати кільцеві посилання (комірки, значення яких залежать одне від одного).
Вийшли версії SuperCalc для комп'ютерів Apple II, IBM PC з операційною системою DOS, а також для Microsoft Windows, мейнфреймів IBM (S/360) і VAX/VMS.

## Версії

### SuperCalc 1

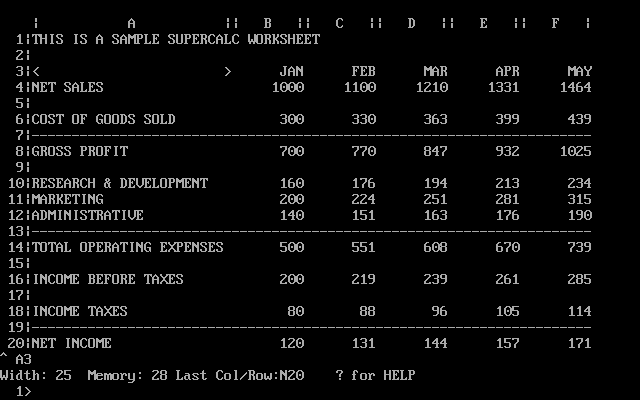
Основний екран SuperCalc 1

Наприкінці 1980 року Адам Осборн шукав постачальника електронних таблиць для свого комп'ютера Osborne 1. Оскільки йому не вдалося придбати права на VisiCalc, він звернувся до Sorcim з проханням розробити електронну таблицю, яка могла б змагатися з VisiCalc і вийшла б до квітня 1981 року, щоб її можна було показати на West Coast Computer Faire. Основним розробником програми став Гарі Балейсен (Gary Balleisen). Врешті, презентацію зустріли з досить великим ентузіазмом. SuperCalc був написаний мовою асемблера, розробка коштувала $20 000. Поряд із WordStar, SuperCalc увійшов до комплекту поставки комп'ютера Osborne 1. Також його продавали окремо за ціною $295.
Програмі була потрібна операційна система CP/M версії 2.2, 48 кБ оперативної пам'яті і один дисковод. Оскільки більшість машин із CP/M використовували виведення на послідовний термінал, більшість інших електронних таблиць для цієї операційної системи не виводили таблицю в реальному часі; SuperCalc натомість мав налаштування для різних типів терміналів, що дозволяло йому досить швидко перемальовувати екран у реальному часі. Найбільший розмір таблиці становив 254 рядки і 63 стовпці. Найбільша довжина тексту в комірці становила 117 символів. Підтримувалося змінення ширини стовпців, а також вертикальне і горизонтальне розділення екрану. Був можливим захист комірок від змінення.
Для математичних обчислень використовувався двійково-десятковий код, що дозволяло підвищити точність обчислень. Як цілі числа, так і числа з рухомою комою опрацьовувалися в діапазоні експонент від 10−16 до 1016. Серед підтримуваних математичних функцій були обчислення абсолютної величини, тригонометричних функцій, експоненти і логарифма. Були також логічні функції і функції пошуку мінімуму і максимуму.
До програми додавався 108-сторінковий посібник користувача. Також була вбудована в програму довідка.
Оглядач журналу InfoWorld оцінив SuperCalc досить високо: він припустив, що програма має потенціал для того, щоб стати «класикою в своєму жанрі».

### SuperCalc2
SuperCalc2, випущений у квітні 1983 року для DOS 1.1 і старших, а також CP/M-80 і 86, продавався за ціною $295. Під керуванням DOS йому було потрібно 64 кБ пам'яті, CP/M — 48 кБ. Найбільший розмір таблиці становив 254 рядки і 63 стовпці. На кінець 1983 року користувацька база програми становила приблизно 250 000 встановлень.
Додано функції арифметики дат і роботи з календарем. Було можливим злиття даних із декількох таблиць. Дані можна було сортувати за рядками або стовпцями, можливо було також приховувати певний діапазон даних. Була підтримка записуваних у дисковий файл макрокоманд. Додалася можливість повертати з формули рядок тексту (наприклад, функція обчислення істинності значення могла видавати текст «Добре» для істинного значення і «Погано» для помилкового). До математичних функцій додалися округлення і ділення з остачею.
З програмою постачався модуль Super DataIntercharge, що дозволяв здійснювати експорт та імпорт файлів формату CSV (тільки дані) і SDF (SuperData Format, також формули). Підтримувалася повна пряма сумісність з першою версією, зворотна сумісність була обмежена файлами, які не використовують нових функцій.
Швидкість роботи зросла приблизно в 2 рази. Додано розширені функції налаштування друку (довжина і ширина сторінки, інтервал, можливість задання спеціальних команд для конкретної моделі принтера).
У комплект входив посібник користувача. Порівняно з першою версією, додався короткий буклет «10 хвилин на SuperCalc2» (англ. «10 Minutes to SuperCalc2»). Була також довідкова картка з основними командами.

### SuperCalc 3

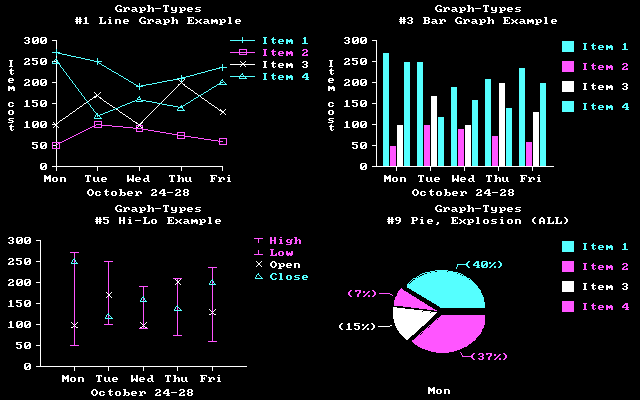
Графіки, побудовані в SuperCalc 3

SuperCalc 3, випущений у кінці 1983 року для IBM-сумісних комп'ютерів, продавався за ціною $395. Для роботи він потребував операційну систему DOS версії 1.0 і вище, 96 кБ оперативної пам'яті і один дисковод. Найбільший розмір таблиці становив 254 рядки і 63 стовпці. SuperCalc 3 був написаний мовою програмування Pascal. Використовувалася технологія розрідженого зберігання даних: у пам'яті зберігається лише інформація в комірках, що містять дані, а також відомості про те, які комірки є порожніми.
У програму вбудовано більше 50 функцій. Додано фінансові функції, які включали обчислення внутрішньої норми прибутку, чистої приведеної вартості і виплат за кредитами. З математичних функцій були округлення, обчислення суми і середнього, генератор випадкових чисел. Для підвищення продуктивності замість двійково-десяткового коду використовувалося двійкове подання чисел. Підтримувалася робота з числами з рухомою комою від 1 х 10−63 до 1×1062
Додано функції керування базами даних, сортування за двома ключами, графічні можливості. Було 7 типів графіків (лінійний, круговий, гістограма, гістограма з накопиченням, з областями, точковий, біржовий), була можлива зміна шрифту заголовків і міток (до 8 шрифтів), а також друк до 4 графіків на одній сторінці. Можливо було показати графіки на екрані, зокрема в кольорі. Графіки були двовимірними.
Програма постачалася на двох дисках, що включали, крім самої програми, приклади таблиць, додаткові програми Sideways (друк таблиць альбомної орієнтації) і Superdata Intercharge (перетворення файлів Lotus 1-2-3 і Visicalc). У комплект також входили посібник користувача для основної програми та Superdata Intercharge, короткий буклет «10 Minutes to SuperCalc 3» та дві картки, що містять коротку інформацію про команди та графічні можливості.
Захист від копіювання був відсутній. Компанія Sorcim надавала програму корпоративного ліцензування SuperCalc, що знижувала ціну до $237 за копію за покупки ліцензії на 25 користувачів, до $118 за покупки ліцензії на 400 користувачів, а також ліцензію з необмеженим числом користувачів за $65 000.

#### Реліз 2
SuperCalc 3 Release 2 випущено 1984 року і продавався він за ціною $395. Для роботи потребував операційної системи DOS версії 2.0 і вище, 96 кБ оперативної пам'яті і один дисковод. Підтримував 33 моделі принтерів і 18 моделей плотерів.
За швидкістю обчислень Release 2 перевершував Lotus 1-2-3, причому використання математичного співпроцесора збільшувало швидкодію до 10 разів. Найбільший розмір таблиці становив 9999 рядків і 127 стовпців (за наявності менш ніж 192 кБ пам'яті — 254 рядки і 63 стовпці). Була унікальна для електронних таблиць того періоду можливість ітеративного обчислення з кільцевими посиланнями без перерахунку решти таблиці.
Серед поліпшень у порівнянні з першою версією SuperCalc 3 називали поліпшену прокрутку, поділ екрану по горизонталі і вертикалі.
Програма постачалася на двох дисках, що включали, крім самої програми, приклади таблиць, додаткові програми Sideways (друк таблиць в альбомній орієнтації) і Superdata Intercharge (перетворення файлів Lotus 1-2-3 і Visicalc). У комплекті також були посібники користувача для основної програми і Superdata Intercharge, короткий буклет «10 Minutes to SuperCalc 3» і дві картки, що містять коротку інформацію про команди і графічні можливості.

#### SuperCalc 3a
SuperCalc 3a, випущений 1985 року, призначався для комп'ютерів Apple IIc і Enhanced Apple IIe. Через обмежені можливості цих комп'ютерів не підтримувалося ітеративне обчислення кільцевих посилань. Підтримувалися таблиці розміром до 63 стовпців і 254 рядків (до 116 символів у комірці). Для виведення графіків на екран можна було використовувати до 16 кольорів, а для друку — до 90 кольорів.

#### Реліз 2.1
SuperCalc 3 Release 2.1 вийшов 1985 року. До програми додано підтримку розширеної пам'яті стандарту EMS (до 8 мегабайт), а також графічного адаптера EGA. Сама програма займала в пам'яті 96 кілобайт і підтримувала до 127 стовпців і 9999 рядків таблиці. Додано підтримку 24 нових принтерів і 8 плотерів.
Поліпшено продуктивність (так, виведення графіків здійснювався вдвічі швидше, ніж у попередній версії). Додано можливість налаштування кольорів елементів графіка.
Була підтримка високоякісної графіки, зовнішніх макросів.

### SuperCalc 4

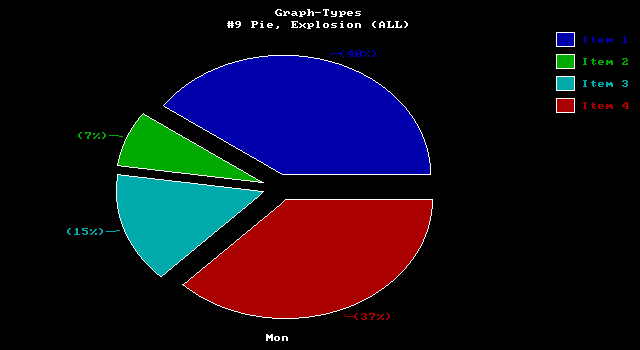
Кругова діаграма, побудована в SuperCalc 4

Версія SuperCalc 4, випущена 1986 року, продавалася за ціною $495. SuperCalc 4 позиціювався як основний конкурент Lotus 1-2-3. Станом на 1987 рік дослідники ринку табличних процесорів ставили SuperCalc на друге місце після Lotus 1-2-3, причому значна частина встановлень припадала на великі корпорації, що пов'язано з політикою ліцензування, яка передбачала значні знижки за покупки багатьох копій (так, при покупці 25 ліцензій ціна знижувалася до $247), а також із відсутністю захисту від копіювання. У числі корпорацій, які використовували SuperCalc, були Hughes Aircraft, Lockheed Missile and Space Inc., Лабораторія реактивного руху і Wells Fargo Bank.
Програма працювала під керуванням операційної системи DOS версії 2.0 і старших на IBM-сумісних комп'ютерах починаючи від IBM PC. Для запуску було потрібно 256 кБ оперативної пам'яті. Для роботи з великими таблицями була можливість використання розширеної пам'яті (підтримувалося до 8 МБ EMS-пам'яті). Підтримувалися відеоадаптери EGA і Hercules, а також математичні співпроцесори 8087 і 80287.
Серед нововведень цієї версії — підтримка макрокоманд, збережених разом з електронною таблицею. Багато команд збігаються з використовуваними в Lotus 1-2-3, однак через відмінності в структурі меню використовувати наявні макроси для Lotus 1-2-3 було неможливо без їх модифікації. Макроси могли виводити на екран повідомлення і видозмінювати вигляд робочого екрану (наприклад, можна було прибрати підписи рядків і стовпців). Крім того, з'явилася можливість автоматичного записування макросів. Це було суттєвою конкурентною перевагою.
Були також функції роботи з базами даних: друк звітів, заповнення даними тощо. У SuperCalc 4 були відсутні функції для роботи з рядками і матрицями, а також для здійснення множинного регресійного аналізу, наявні в конкурентів, а також функції пошуку рішення (які обмежувалися створенням кільцевих посилань з керованим числом ітерацій). Разом з тим, були доступні багато додаткових фінансових функцій (наприклад, обчислення основної суми і відсотків за ануїтетом), відсутні в Lotus 1-2-3, а також розв'язування систем рівнянь з використанням необмеженого числа ітеративних наближень. Можливим було злиття даних з декількох таблиць (додаванням), причому як з використанням окремих діапазонів даних, так і таблиць цілком. Підтримувалося сортування за рядками і стовпцями з використанням до 2 ключів сортування.
У цій версії з'явилися поліпшені засоби імпорту та експорту файлів Lotus 1-2-3: під час цих операцій зберігалися функції і формули, проте не підтримувалося конвертування макросів. Крім того, підтримувалася пряма і зворотна сумісність із SuperCalc 3, обмежена лише неможливістю працювати в старій версії зі вбудованими в таблицю макросами. Була також можливість імпорту та експорту даних у формати DIF і CSV. Також підтримувалася сумісність із Visicalc. Можливості імпорту та експорту файлів формату DBF (dBase) не було.
Були інтерфейсні поліпшення: в рядку меню з'явилися повні назви команд (а не однобуквені коди), також з Microsoft Multiplan і Lotus 1-2-3 запозичено можливість створювати іменовані діапазони.
Графічні засоби SuperCalc, які й раніше перевершували відповідні в Lotus 1-2-3, також поліпшено в цій версії. Створення і друк графіків (а також налаштування принтера) здійснювалися без виходу з основної програми. На графіках могло бути подати до 10 змінних, надавалися широкі можливості розставлення міток на графіках і вибору кольорів. Підтримувалися 56 чорно-білих принтерів, 17 кольорових принтерів і 26 плотерів. Друк таблиць в альбомній орієнтації був можливим з використанням окремої утиліти Sideways. Використовуване апаратне забезпечення визначалося автоматично без використання окремої процедури встановлення. В сукупності з відсутністю захисту від копіювання це спрощувало встановлення програми на новий комп'ютер.
Була можлива робота з таблицями трьох розмірів: 254 рядки і 63 стовпці (для комп'ютерів з малим обсягом пам'яті); 2000 рядків і 127 стовпців; 9999 рядків і 255 стовпців (більше, ніж у Lotus 1-2-3, в якому найбільша довжина таблиці становила 8192 рядки). Збільшення функціональності вимагало збільшення займаного програмою обсягу оперативної пам'ять: разом із операційною системою вона займала до 190 кілобайт ОЗП. Для роботи з великими таблицями, створеними в SuperCalc 3, використовувався режим оверлею, в якому окремі частини програми довантажувалися в пам'ять у міру необхідності; в такому режимі програма займала 96 кілобайт ОЗП (як і SuperCalc 3), але працювала повільніше.
Продуктивність SuperCalc 4 була приблизно на одному рівні з Lotus 1-2-3: таблиці завантажувалися повільніше, але швидкість обчислень і чутливість інтерфейсу при прокручуванні були вищими. При цьому не підтримувалися мінімальний перерахунок і фоновий перерахунок.
З програмою постачалися об'ємний посібник користувача, короткий вступ до основних функцій програми («10 Minute Guide»", дві картки з підказками і накладка на клавіатуру з підписами для функціональних клавіш. На відміну від попередньої версії, при переході в командний режим клавішею / показувалася дворядкова підказка з доступними командами. Оглядачі відзначали також високу доступність і докладність повідомлень про помилки, що вкупі з наявністю докладної документації полегшувало роботу з програмою.
Дана версія SuperCalc була переведена на російську мову і поширювалася в Росії.
| Функціональність                                       | Excel (Mac)                 | SuperCalc 4 | Smart Spreadsheet 3.0 | Lotus 1-2-3 2.01 | Multiplan 2.0 | VP-Planner 1.3 |
| ------------------------------------------------------ | --------------------------- | ----------- | --------------------- | ---------------- | ------------- | -------------- |
| Ціна                                                   | $395                        | $495        | $495                  | $495             | $195          | $99,95         |
| Системні вимоги                                        |                             |             |                       |                  |               |                |
| Оперативна пам'ять                                     | 512 Кб                      | 256 Кб      | 256 Кб                | 256 Кб           | 128 Кб        | 256 Кб         |
| Може працювати без жорсткого диска                     | Так                         | Так         | Так                   | Так              | Так           | Так            |
| Підтримка EMS                                          | —                           | Так         | Так                   | Так              | Ні            | Ні             |
| Підтримка співпроцесора                                | Так                         | Так         | Так                   | Так              | Так           | Ні             |
| Інтерфейс користувача                                  |                             |             |                       |                  |               |                |
| Захист від копіювання                                  | Ні                          | Ні          | Ні                    | Так              | Ні            | Так            |
| Вбудована програма навчання                            | Ні                          | Ні          | Так                   | Так              | Ні            | Ні             |
| Вбудована довідка                                      | Так                         | Так         | Так                   | Так              | Так           | Так            |
| Меню                                                   | Так                         | Так         | Так                   | Так              | Так           | Так            |
| Підтримка миші                                         | Так                         | Ні          | Ні                    | Ні               | Так           | Ні             |
| Змінення ширини стовпця                                | Ні                          | Так         | Так                   | Ні               | Ні            | Ні             |
| Особливості                                            |                             |             |                       |                  |               |                |
| Найбільший розмір таблиці                              | 16384×256                   | 9999×255    | 9999×999              | 8192×256         | 4095×255      | 9999×256       |
| Клавіатурні макроси                                    | Так                         | Так         | Так                   | Так              | Так           | Так            |
| Вбудовані в таблицю макроси                            | Так                         | Так         | Ні                    | Так              | Так           | Так            |
| Зовнішні макроси                                       | Так                         | Так         | Ні                    | Так              | Так           | Так            |
| Число форматів комірок                                 | 19+                         | 18          | 15                    | 10               | 8             | 12             |
| Захист паролем                                         | Так                         | Ні          | Так                   | Так              | Ні            | Так            |
| Показ графіків на екрані                               | Так                         | Так         | Так                   | Так              | Ні            | Так            |
| Число типів графіків                                   | 42                          | 9           | 78                    | 6                | 0             | 5              |
| Зв'язки між таблицями                                  | Так                         | Ні          | Так                   | Ні               | Ні            | Ні             |
| Сумісність                                             |                             |             |                       |                  |               |                |
| Читання і запис файлів у форматі WKS (Lotus 1-2-3 1.0) | Так                         | Так         | Так                   | Так              | Так           | Так            |
| Читання і запис файлів у форматі DIF                   | Так                         | Так         | Так                   | Так              | Чтение        | Так            |
| Читання і запис файлів у форматі DBF                   | Ні                          | Ні          | Ні                    | Ні               | Ні            | Так            |
| Функції                                                |                             |             |                       |                  |               |                |
| Сортування                                             | Так                         | Так         | Так                   | Так              | Так           | Так            |
| Запити                                                 | Так                         | Так         | Так                   | Так              | Ні            | Так            |
| Число вікон                                            | Обмежене доступною пам'яттю | 2           | 50                    | 2                | 8             | 6              |
| Число фінансових функцій                               | 8                           | 18          | 11                    | 6                | 8             | 5              |
| Число математичних функцій                             | 17                          | 34          | 19                    | 24               | 14            | 19             |
| Число статистичних функцій                             | 11                          | 16          | 10                    | 7                | 6             | 9              |
| Число спеціальних функцій                              | 25                          | 27          | 25                    | 10               | 7             | 26             |
| Число рядкових функцій                                 | 8                           | 0           | 4                     | 20               | 6             | 0              |
| Множинна регресія                                      | Так                         | Так         | Так                   | Так              | Ні            | Ні             |
| Матричні операції                                      | Так                         | Так         | Так                   | Так              | Ні            | Ні             |

### SuperCalc 5

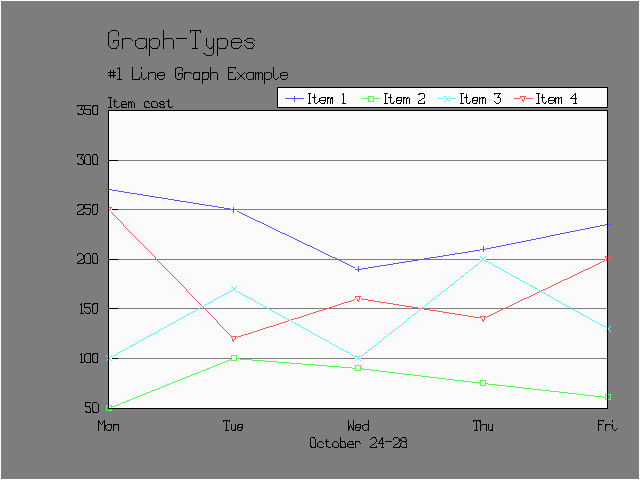
Лінійна діаграма, побудована в SuperCalc 5

Версію SuperCalc 5, випущена 1989 року, продавалася за ціною $495 ($100 для користувачів попередніх версій; до березня 1991 року ціну знижено до $149). Вона працювала під керуванням операційної системи DOS версії 3.0 і старших на IBM-сумісних комп'ютерах починаючи від PC/XT. Для запуску потрібно 512 кБ оперативної пам'яті. Оглядачі відзначали порівняну невимогливість до обчислювальних ресурсів: фактично, SuperCalc 5 можна було користуватися на будь-якому комп'ютері. Однак для роботи з великими таблицями була потрібна розширена пам'ять (підтримувалося до 32 МБ EMS-пам'яті), оскільки порожній аркуш таблиці займав у пам'яті 60 кБ, а з 640 кБ пам'яті після запуску вільними залишалося не більше 180 кБ. Використання пам'яті обмежувало також функції роботи з декількома таблицями і багатосторінковими таблицями; однак можна було встановлювати зв'язки з іншими таблицями, що містяться на диску.
У цій версії додалися можливості одночасної роботи з трьома таблицями, підтримка команд Lotus 1-2-3, можливість призупинення перерахунку таблиці і скасування операцій, тривимірні графіки і нові функції (переважно, орієнтовані на роботу з рядковими даними). Підтримувалася також інтеграція з базами даних (dBase), а доповнення Silverado додавало функції роботи з реляційними базами даних (при цьому вбудовані функції могли працювати тільки з базами, які цілком поміщалися в оперативну пам'ять). З'явилася підтримка матричних операцій і множинного регресійного аналізу (з підтримкою лінійних, квадратичних і кубічних моделей). Макроси дозволяли створювати застосунки, що мають власні меню, проте засобів їх налагодження практично не було. Було можливим мережеве встановлення і мережевий друк, використовувалися засоби блокування файлів для запобігання їх псування при одночасній роботі декількох користувачів.
У комплекті постачалися утиліти Sideways (друк таблиць в альбомній орієнтації) і Privacy Plus (шифрування файлів). Побудовані в SuperCalc 5 графіки можна було відіслати через модем у фірму Computer Associates, і отримати наступного робочого дня роздруковані або прозорі слайди. Документація включала докладний посібник з використання, буклет для швидкого початку роботи і буклет з коротким описом команд.
За швидкістю роботи SuperCalc 5 дещо поступався конкурентам. Разом з тим, у цілому цю версію оцінили досить високо, попри швидкість роботи і відсутність графічного інтерфейсу. Недоліком була відсутність попереднього перегляду друку, що призводило до того, що для отримання бажаного друкованого результату (зокрема, розривів сторінок у потрібних місцях) доводилося вдаватися до методу проб і помилок. Також зазначалося, що багато команд (наприклад, переміщення і копіювання діапазону) повноцінно не працювали з багатосторінковими таблицями.
На початку 1990 року було випущено оновлення Revision C, яке на 15-25 кілобайт зменшило обсяг займаної пам'яті, поліпшило продуктивність і сумісність з Lotus 1-2-3.
Дана версія SuperCalc була переведена на російську мову і поширювалася в Росії.

#### CA-SuperCalc 5.1
CA-SuperCalc 5.1, випущений 1991 року, продавався за ціною $149. Нововведення включали можливість застосування команд з меню до багатосторінкових таблиць, збільшення швидкості роботи, додаткові колірні схеми і можливість роботи зі 132-колонковим дисплеєм.

#### CA-SuperCalc 5.5
CA-SuperCalc 5.5 вийшов 1992 року і продавався за ціною $149. Найбільший розмір електронної таблиці становив 9999 рядків, 255 стовпців і 255 сторінок. Одночасно можна було відкрити до 255 таблиць.
Ця версія принесла підтримку миші, а також налаштовуваної панелі інструментів. Інші поліпшення були пов'язані з функціями друку та оформлення. Зокрема, додано попередній перегляд друку з можливістю збільшення фрагмента. У комплекті також постачалися шрифти виробництва компанії Bitstream.
| Функціональність | Excel 2.1    | Lotus 1-2-3 2.2 | Lotus 1-2-3 3.0 | Plan Perfect 5.0 | Quattro Pro 1.0 | SuperCalc 5 |
| --- | ------------ | --------------- | --------------- | ---------------- | --------------- | ----------- |
| Ціна | $495         | $495            | $595            | $495             | $495            | $495        |
| Може працювати без жорсткого диска | Ні           | Так             | Ні              | Так              | Ні              | Ні          |
| Найбільше число рядків | 16384        | 8192            | 8192            | 8192             | 8192            | 9999        |
| Найбільше число стовпців | 256          | 256             | 256             | 256              | 256             | 255         |
| Найбільше число символів у комірці | 255          | 240             | 512             | 255              | 255             | 240         |
| Дискова віртуальна пам'ять | Ні           | Ні              | Ні              | Так              | Ні              | Ні          |
| Підтримка доповнень | Ні           | Так             | Так             | Ні               | Ні              | Так         |
| Число вікон у яких можна переглядати одну таблицю | 4            | 2               | 2               | 2                | 2               | 2           |
| Декілька активних таблиць в оперативній пам'яті | Так          | Ні              | Так             | Так              | Так             | Так         |
| Розкривні меню | Так          | Ні              | Ні              | Так              | Так             | Ні          |
| Стиснення файлів | Ні           | Ні              | Ні              | Ні               | Так             | Ні          |
| Вбудований менеджер файлів | Ні           | Ні              | Ні              | Так              | Так             | Ні          |
| Підтримка миші | Так          | Ні              | Ні              | Ні               | Так             | Ні          |
| Аналіз даних і формули |              |                 |                 |                  |                 |             |
| Визначення функцій користувачем | Так          | Ні              | Ні              | Так              | Ні              | Ні          |
| Пошук рішення | Так          | Ні              | Ні              | Ні               | Ні              | Ні          |
| Функції лінійного програмування | Ні           | Ні              | Ні              | Ні               | Так             | Ні          |
| У всіх табличних процесорах є функції для операцій із матрицями і регресійного аналізу                                                                                        |              |                 |                 |                  |                 |             |
| Сумісність |              |                 |                 |                  |                 |             |
| Читання і запис файлів у форматі WKS (Lotus 1-2-3 1.0) | Так          | Так             | Читання         | Так              | Так             | Так         |
| Читання і запис файлів у форматі XLS (Excel) | Так          | Ні              | Ні              | Ні               | Ні              | Ні          |
| Читання і запис файлів у форматі DIF | Так          | Так             | Так             | Так              | Ні              | Так         |
| Читання і запис файлів у форматі CSV | Так          | Читання         | Читання         | Так              | Читання         | Читання     |
| Всі табличні процесори можуть читати й записувати файли формату WK1 (Lotus 1-2-3 2.0) і DBF (dBase), а також перетворювати текст на таблицю і виконувати макроси Lotus 1-2-3. |              |                 |                 |                  |                 |             |
| Робота з базами даних |              |                 |                 |                  |                 |             |
| Пошук і заміна | Так          | Так             | Так             | Так              | Так             | Так         |
| Основні функції для плоских баз даних | Так          | Так             | Так             | Так              | Так             | Так         |
| Вибірка з бази даних | Ні           | Ні              | Так             | Ні               | Так             | Так         |
| Доступ до зовнішніх баз даних на диску | Ні           | Ні              | Так             | Ні               | Так             | Ні          |
| Сортування за рядками та стовпцями | Так          | Рядки           | Рядки           | Так              | Рядки           | Так         |
| Число ключів сортування | 3            | 2               | 255             | 10               | 5               | 3           |
| Продуктивність |              |                 |                 |                  |                 |             |
| Фонові обчислення | Так          | Ні              | Так             | Ні               | Так             | Ні          |
| Усі табличні процесори мінімізують перерахунок і підтримують математичний співпроцесор.                                                                                       |              |                 |                 |                  |                 |             |
| Макроси |              |                 |                 |                  |                 |             |
| Налагоджувач макросів | Так          | Ні              | Ні              | Ні               | Так             | Ні          |
| Всі табличні процесори мають вбудовану мову макросів, підтримують запис макросів, зберігання макросів окремо від таблиці, створення макросами меню користувача.               |              |                 |                 |                  |                 |             |
| Графічні можливості |              |                 |                 |                  |                 |             |
| Вертикальні гістограми | Так          | Так             | Так             | Так              | Так             | Так         |
| Горизонтальні гістограми | Так          | Ні              | Так             | Так              | Так             | Так         |
| Вертикальні графіки | Так          | Так             | Так             | Так              | Так             | Так         |
| Горизонтальні графіки | Ні           | Ні              | Так             | Так              | Ні              | Так         |
| Кругові діаграми | Так          | Так             | Так             | Так              | Так             | Так         |
| Точкові діаграми | Так          | Так             | Так             | Так              | Так             | Так         |
| Діаграми з областями | Так          | Ні              | Так             | Так              | Так             | Так         |
| Поєднання гістограми та графіка | Так          | Ні              | Так             | Так              | Так             | Так         |
| Біржові діаграми | Так          | Ні              | Так             | Так              | Так             | Так         |
| Текстові діаграми | Ні           | Ні              | Ні              | Ні               | Так             | Так         |
| Текстові та графічні анотації до графіків | Так          | Ні              | Ні              | Ні               | Так             | Ні          |
| Об'ємні гістограми та кругові діаграми | Ні           | Ні              | Ні              | Так              | Так             | Так         |
| Тривимірні графіки (з осями X, Y и Z) | Ні           | Ні              | Ні              | Так              | Так             | Так         |
| Графіки з двома осями Y | Так          | Ні              | Так             | Так              | Так             | Так         |
| Перегляд діаграм разом із таблицею | Так          | Так             | Так             | Ні               | Так             | Ні          |
| Налаштування кольорів, шрифтів та штрихування | Так          | Ні              | Так             | Так              | Так             | Так         |
| Збереження графіки у форматі PIC | Ні           | Так             | Так             | Ні               | Так             | Так         |
| Збереження графіки у форматі MCG | Ні           | Ні              | Так             | Ні               | Ні              | Ні          |
| Збереження графіки у форматі MCG | Ні           | Ні              | Так             | Ні               | Ні              | Ні          |
| Виведення |              |                 |                 |                  |                 |             |
| Підтримка PostScript для тексту й графіки | Так          | Так             | Так             | Так              | Так             | Так         |
| Декілька шрифтів | Так          | Так             | Так             | Так              | Так             | Так         |
| Число різних шрифтів в одній таблиці | 4            | 8               | 8               | 8                | 8               | 8           |
| Особливі формати комірок | Так          | Ні              | Ні              | Ні               | Ні              | Так         |
| Підтримка плотерів | Так          | Так             | Так             | Так              | Так             | Так         |
| Фоновий друк | Так          | Ні              | Так             | Ні               | Ні              | Ні          |
| Друк графіків разом із таблицею | Ні           | Так             | Так             | Ні               | Так             | Ні          |
| WYSIWYG-відображення | Так          | Так             | Ні              | Так              | Ні              | Ні          |
| WYSIWYG-відображення під час редагування | Так          | Ні              | Ні              | Ні               | Ні              | Ні          |
| Попередній перегляд сторінки | Так          | Ні              | Ні              | Так              | Так             | Ні          |
| Зміна кольорів на екрані | Так          | Ні              | Ні              | Так              | Так             | Ні          |
| Виведення певних значень іншим кольором | Ні           | Ні              | Ні              | Ні               | Так             | Ні          |
| Підтримка 43/50-рядкових режимів EGA/VGA | Незастосовне | Ні              | Так             | Ні               | Так             | Так         |
| Заливка комірок кольором | Так          | Так             | Ні              | Ні               | Так             | Так         |
| Малювання ліній та прямокутників | Так          | Так             | Ні              | Ні               | Так             | Так         |
| Злиття та зв'язування даних |              |                 |                 |                  |                 |             |
| Багатосторінкові таблиці | Ні           | Ні              | Так             | Ні               | Ні              | Так         |
| Робота з багатовимірними базами даних | Ні           | Ні              | Ні              | Ні               | Ні              | Ні          |
| Одноразове злиття файлів (копіювання) | Так          | Так             | Так             | Так              | Так             | Так         |
| Одноразове злиття файлів (додавання/віднімання) | Так          | Так             | Так             | Так              | Так             | Так         |
| Одноразове злиття файлів (множення/ділення) | Так          | Ні              | Ні              | Так              | Ні              | Так         |
| Постійне посилання на комірку в активній таблиці | Так          | Незастосовне    | Так             | Так              | Так             | Так         |
| Постійне посилання на комірку в неактивній таблиці | Так          | Так             | Так             | Так              | Так             | Так         |
| Використання посилання на активну таблицю у формулі | Так          | Незастосовне    | Так             | Ні               | Так             | Так         |
| Використання посилання на неактивну таблицю у формулі | Ні           | Ні              | Так             | Ні               | Так             | Так         |
| Копіювання (відносне) посилання на активну таблицю | Так          | Незастосовне    | Так             | Ні               | Так             | Так         |
| Копіювання (відносне) посилання на неактивну таблицю | Ні           | Так             | Так             | Ні               | Так             | Так         |
| Автоматичне змінення посилання при переміщенні осередків до іншої таблиці | Ні           | Незастосовне    | Ні              | Ні               | Так             | Ні          |
| Безпека й аудит |              |                 |                 |                  |                 |             |
| Визначення залежних комірок | Так          | Ні              | Ні              | Ні               | Ні              | Так         |
| Виявлення кільцевих посилань | Так          | Так             | Так             | Ні               | Так             | Так         |
| Коментарі до формул | Так          | Ні              | Так             | Так              | Так             | Ні          |
| Захист окремих комірок | Так          | Так             | Так             | Так              | Так             | Так         |
| Захист паролем | Так          | Так             | Так             | Так              | Так             | Так         |

### CA-SuperCalc для Windows
CA-SuperCalc для Windows вийшов 1994 року. Серед основних нововведень цієї версії (крім використання графічного інтерфейсу користувача Windows) були запозичені з іншого продукту Computer Associates, CA-Compete, функції багатовимірного аналізу даних із використанням зведених таблиць.

### CA-SuperCalc/MF
Після придбання цієї компанією Computer Associates компанії Mega Group, під торговою маркою CA-SuperCalc/MF стали продавати, розроблений Mega Group табличний процесор MegaCalc, що працював на мейнфреймах IBM. Перейменування відбулося 1987 року. Основною відмінністю від версій для мікрокомп'ютерів були функції прямого доступу до баз даних (зокрема, DB2). CA-SuperCalc/MF продавали за ціною від $9600 до $44 000 залежно від конфігурації.

### CA-SuperCalc/VAX
CA-SuperCalc/VAX призначався для системи VAX/VMS 5.0 та вищих і був портом системи CA-SuperCalc для мейнфреймів IBM. Версія 5.2, випущена 1991 року, коштувала від $1500 для використання на комп'ютерах VAXstation до $50 000 на мейнфреймах серії VAX 9000. Крім можливостей версії для IBM-сумісних комп'ютерів, ця версія мала засоби прямого доступу до баз даних VAX/VMS.

### Клони
Як і в багатьох інших популярних програм, у SuperCalc існувала «адаптована» для радянських персональних комп'ютерів версія під назвою «Абак»; фактично ця програма являла собою перекладений російською мовою SuperCalc 2. Також дуже схожим на SuperCalc був пакунок «Спринт» для комп'ютерів «Корвет».

## Популярність і ринкова частка
На момент випуску SuperCalc на ринку електронних таблиць домінував VisiCalc, що працював на більшості мікрокомп'ютерів із процесорами 6502 і Z80. SuperCalc був розроблений для нової операційної системи CP/M, що працювала на продуктивніших комп'ютерах. VisiCalc портовано на цю операційну систему не відразу, що дозволило SuperCalc зайняти значну частку ринку електронних таблиць для CP/M. Крім того, на багатьох персональних комп'ютерах цього періоду SuperCalc встановлювався в рамках OEM-угод.
Новий виток конкуренції був пов'язаний із випуском 1983 року Lotus 1-2-3. Цей пакунок, що працював під управлінням операційної системи DOS на IBM PC-сумісних комп'ютерах, мав значні конкурентні переваги: можливість побудови діаграм, перерахунку таблиці з урахуванням залежностей між комірками, а не просто за рядками чи за стовпцями, використання розрідженого зберігання даних (що дозволяло використовувати таблиці більшого розміру), форматування та іменування комірок, а також рудиментарні функції роботи з базами даних.
Розробники SuperCalc зуміли до кінця 1983 року випустити версію своєї електронної таблиці, що копіювала більшість нових можливостей Lotus 1-2-3, однак до цього моменту більшу частину ринку електронних таблиць вже зайняла Lotus. SuperCalc, за оцінками експертів, до середини 1980-х займав другу позицію на ринку. Це стало можливим завдяки політиці корпоративного ліцензування SuperCalc, яка передбачала можливість використання необмеженого числа копій за фіксовану ціну, завдяки чому SuperCalc став корпоративним стандартом у таких великих компаніях, як General Electric, Hughes Aircraft, Lockheed Missile and Space Inc., Лабораторія реактивного руху і Wells Fargo Bank.
Надалі гонка версій не змінила ситуацію істотно: хоча Supercalc 5 і перевершував за можливостями Lotus 1-2-3 версії 2.2, проте досить скоро Lotus випустила версію 3.0, що не поступалася конкуренту. Експерти зазначали, що користувачі не мають причин змінювати постачальника електронних таблиць і переходити на нові версії; можливість такого переходу пов'язувалася з прийдешнім оновленням домінівної програмно-апаратної платформи: купівлею нового обладнання з переходом на Windows, OS/2, Unix або Macintosh.
Дійсно, на початку 1990-х років ситуація змінилася через зростання популярності операційного середовища Microsoft Windows. Першою електронною таблицею для цієї платформи став Microsoft Excel (1988). Lotus 1-2-3 для Windows вийшов лише 1991 року і, на відміну від Excel, який від початку був повноцінним графічним застосунком, що враховує всі особливості нового середовища, Lotus 1-2-3 був лише графічною оболонкою для колишньої версії системи. Технічна перевага Excel і випередження конкурентів при переході на графічний інтерфейс користувача призвели до того, що його ринкова частка До 1994 року перевищила 60 %. В таких умовах SuperCalc швидко втрачав позицію на ринку, оскільки його версія для Windows вийшла лише 1994 року, а табличні процесори для DOS вже не відповідали вимогам часу. Після випуску першої версії для Windows розробку SuperCalc припинено.

## Сумісність форматів
Нині жоден із поширених табличних процесорів не має засобів імпорту електронних таблиць SuperCalc. За наявності робочої копії SuperCalc можна зберегти таблицю у форматах WKS (Lotus 1-2-3) або CSV, які піддаються перетворенню.
Також переглядати файли, збережені в Supercalc версії 5 і вище, можна в програмі Quick View Plus.